# Nding
Le nding est une danse traditionnelle du peuple bassa.

## Danse des femmes
Le Nding est exécuté par les femmes dont les torses sont partiellement nus, parées de colliers au cou et autour des reins. Elles sont également revêtues d'une couronne de plumes sur la tête et de plusieurs breloques à leurs chevilles,.